# Județul Ilfov
Județul Ilfov (Sectorul agricol Ilfov între 1981 și 1997) este un județ în Muntenia, România, ce înconjoară municipiul București. Reședința oficială este București și majoritatea instituțiilor județene își au sediul acolo.

## Istorie
Urme ale existenței umane descoperite pe raza județului Ilfov, mai ales în zona Căldărușani, Glina și Chiajna, lângă București, datează din paleolitic și neolitic. Trebuie de asemenea menționate vestigiile dacice scoase la lumină în zona Pantelimon, Snagov, Măgurele și Bragadiru. Bogăția descoperirilor arheologice (relicve, inscripții etc.) este dovada locuirii neîntrerupte a zonei de către daco-romani, care mai târziu au format Principatul Țara Românească, prin unirea cnezatelor și voievodatelor (primele organizări statale) în secolele XII-XIV. Încă de la întemeire, la sfârșitul secolului al XIV-lea, sub domnia lui Basarab I, multe așezări și orașe au prins viață până în secolul XVI, cum ar fi Snagov, Chitila, Afumați sau Tâncăbești și care au supraviețuit până în zilele noastre. Numele de Ilfov este pentru prima data menționat într-un act de donație din 1482 al domnitorului Vlad Călugărul către Mănăstirea Snagov.

## Geografie
Județul Ilfov, cel mai mic județ al României ca suprafață, se află în Câmpia Română. În monografia „Județele României” din 1972 – unde județul era prezentat cu forma și întinderea pe care le avea în virtutea legii prin care fusese reînființat, în februarie 1968 – sunt menționate ca vecine ale Județului Ilfov județele: Ialomița la est, Prahova și Dâmbovița la nord, Teleorman la vest și Giurgiu la sud. De asemenea, se precizează că acesta se întinde pe o suprafață de 8.225 km², fiind în dimensiunea pe care o deținea atunci, al cincilea ca mărime din România. Nouă ani mai târziu, al cincilea județ al României ca suprafață, a fost dezmembrat: partea de sud-vest a format județul Giurgiu, partea de nord-vest a fost alipită la Dâmbovița, partea de nord-est a fost trecută la Ialomița iar partea de sud-est a intrat în componența noului județ Călărași. Comunele care înconjurau zona capitalei au fost subordonate Municipiului București, sub numele de Sectorul Agricol Ilfov.
În 1997, legea nr. 50/97 a reînființat județul Ilfov, în limitele fostului Sector Agricol Ilfov, scoțându-l totodată de sub tutela Municipiului București. Județul Ilfov cuprinde 34 de așezări rurale și opt orașe: Buftea, Otopeni, Voluntari, Bragadiru, Chitila, Măgurele, Popești-Leordeni, Pantelimon, cu peste 1.593 km².
Județul se găsește în regiunea de sud-est, chiar în centrul Câmpiei Române, lângă București. Coordonatele sale goegrafice sunt 44°17’ – 44°46’ latitudine nordică și 25°52’ – 26°27’ longitudine estică. În ziua de astăzi, Ilfov se învecinează cu județele Prahova (la nord), Dâmbovița (la nord-vest), Giurgiu (la sud și vest), Călărași (la sud-est) și Ialomița (la nord-est). Clima este temperat-continentala cu o medie anuală a precipitațiilor de 460–500 mm. Râuri importante sunt Dâmbovița și Colentina (care aprovizionează cu apă orașul Buftea), iar lacuri importante sunt Cernica, Snagov și Căldărușani în partea nordică a județului. Județul este străbătut și de râul Ialomița împreună cu afluentul său Gruiu.

## Transporturi

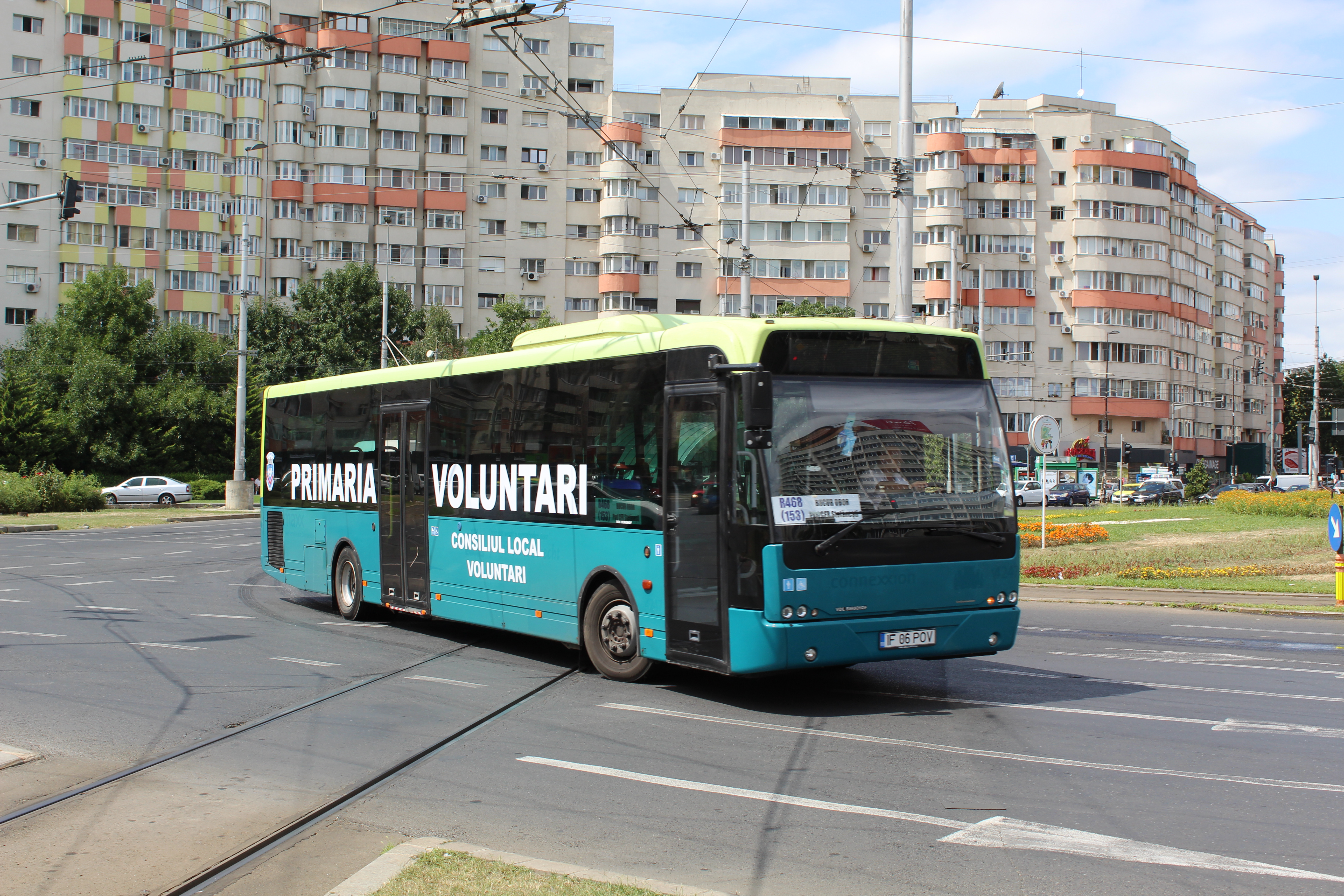
Autobuz Berkhof Ambassador 200 al Primăriei Voluntari la Bucur Obor în București

În județul Ilfov, la Otopeni, se află cel mai mare aeroport din România, aeroportul Henri Coandă. Acesta deservește municipiul București, județul Ilfov și alte zone din sudul României și nordul Bulgariei.
Întrucât el înconjoară Bucureștiul, județul Ilfov este străbătut de toate cele 7 drumuri naționale principale care pornesc din București, precum și de autostrăzile A1 (la vest), A2 (la est) și A3 (nord). Alte drumuri naționale care trec prin județ sunt DN1A (în partea de nord-vest) și centura Bucureștiului.
De asemenea, principalele magistrale de cale ferată care pornesc din București traversează Ilfovul: București-Ploiești cu gările Chitila, Buftea și Periș; București-Urziceni cu gările Mogoșoaia, Balotești, Căciulați și Moara Vlăsiei; București-Constanța cu gările Pantelimon, Pasărea și Brănești; București-Videle cu gara Chiajna.
Transportul în comun pentru județul Ilfov este asigurat parțial de către STB, în anumite zone, acestea fiind liniile 4**, aceste linii fac legătura dintre București și unele localități din Ilfov. De asemenea, unele comune și localități au societate proprie de transport în comun (cum ar fi Voluntari, Chitila, Buftea). În multe cazuri, transportul în comun în județul Ilfov se realizează de către firme private, dintre care unele au contracte cu primăriile. Unele astfel de linii au traseu comun cu STB, dar tarif mai mare decat al unei linii urbane și diferă în unele cazuri de zona unde are capătul de linie din Ilfov. Linia expres 100 a STB deservește și orașul Otopeni, deși rolul ei principal este de a face legătura unor obiective din București cu aeroportul Henri Coandă. Între 2005 și 2007, liniile RATB - Ilfov au fost desființate, însă unele din ele au revenit după anul 2007 în baza unor contracte cu primăriile respective ale localităților din Ilfov, iar până în 2017 majoritatea fuseseră restaurate în aceleași condiții. Până prin anul 2002 a existat și o linie de tramvai preorășenească (linia 29, de la gara Progresu, prin Jilava, pe șoseaua Bucuresti–Giurgiu, până la podul feroviar peste centura Bucureștiului din Jilava). Aceasta avea o lungime de circa 3 km și deservea în special zona industrială din acea parte. Ea a fost desființată din pricina reducerii activității din zonă. Din data de 17 septembrie 2018  s-a introdus o nouă linie expres 781 ce face legătura între gara Basarab din București și ELI-NP din Măgurele, ulterior devenită linia 487. 

### Drumuri județene
Pe lângă drumurile naționale, județul Ilfov este deservit de următoarele drumuri județene:
- DJ100: Otopeni – Tunari – Ștefăneștii de Jos– Afumați – Găneasa – Brănești – Fundeni (CL) - (lungime totală 35,000 Km)
- DJ101: Buftea – Corbeanca – Balotești – Grădiștea – Fierbinți-Târg (IL) – Jilavele (IL)
  - DJ101A: Corbeanca – Periș – Buriaș – Brătășanca (PH)
  - DJ101B: Lucianca (DB) – Periș – Tâncăbești – Snagov – Lipia – Merii Petchii – Adâncata (IL)
  - DJ101C: Ciolpani – Siliștea Snagovului – Lipia – Grădiștea
- DJ200: București – Voluntari – Ștefăneștii de Jos – Grădiștea
  - DJ200A: Afumați – Petrăchioaia
  - DJ200B: București – Voluntari – Tunari – Balotești
- DJ300: Moara Domnească – Găneasa – Șindrilița
- DJ301: Pantelimon – Tânganu – Budești (CL)
- DJ401: București – Berceni – Vidra – Hotarele (GR)
  - DJ401A: Găești (DB) – Bolintin-Deal (GR) – Dârvari – Domnești – Bragadiru – Măgurele – Jilava – Crețești – Vidra
  - DJ401D: Crețești – 1 Decembrie – Măgurele
- DJ402: Gagu – Sinești (IL)
- DJ601: București – Ciorogârla – Roata de Jos (GR)
  - DJ601A: București – Chiajna – Dragomirești-Deal – Răcari (DB)
- DJ602: București – Domnești – Dârvari – Ciorogârla – Joița (GR) – Chitila – Buftea

## Economie
Ocupația de bază a locuitorilor județului a fost agricultura, dar cu dezvoltarea zonei metropolitane București și creșterea economică a acestei, multe companii au deschis depozite, facilități de producție sau birouri în împrejurimea Bucureștiului (Ilfov).
Datorită acestor factori, județul Ilfov este printre cel mai dezvoltat din țară.
Industriile predominante din județ sunt:
• Industria alimentară
• Industria textilă
• Industria componentelor mecanice
• Industria chimică
• Industria hârtiei
• Industria cauciucului
• Industria imobiliară
• Industria echipamentelor electrice și optice
• Transportul echipamentelor
Ilfov beneficiază și de faptul că orice sistem de transport rutier și feroviar care trece prin București, trece și prin Ilfov.

## Populație
Conform recensământului efectuat în 2021, județul Ilfov are o populație de 542.686 locuitori.
Datorită suprafeței mici al județului și concentrațiilor suburbane în jurul municipiului București, densitatea populației este de 342,82 de locuitori pe km pătrat.
40% din populație face naveta în București, dar, în ani recenți multe fabric industriale au fost construite în afara Bucureștiului.
Înainte de perioada comunistă, o majoritate din populația județului era rurală, dar de-a lungul timpului multe localități au fost dezvoltate și au obținut statute de orașe. Județul avea o creștere anuală de 3,96% între 2011 și 2021, o figură foarte ridicată
Evoluția populației
- 1948: ||||||||||| 167.533 locuitori
- 1956: ||||||||||||| 196.265 locuitori
- 1966: ||||||||||||||| 229.773 locuitori
- 1977: ||||||||||||||||||| 287.387 locuitori
- 1992: ||||||||||||||||||| 286.510 locuitori
- 2002: |||||||||||||||||||| 300.123 locuitori
- 2011: ||||||||||||||||||||||||| 388.738 locuitori
- 2021: |||||||||||||||||||||||||||||||||||| 542.686 locuitori

Etnia populației

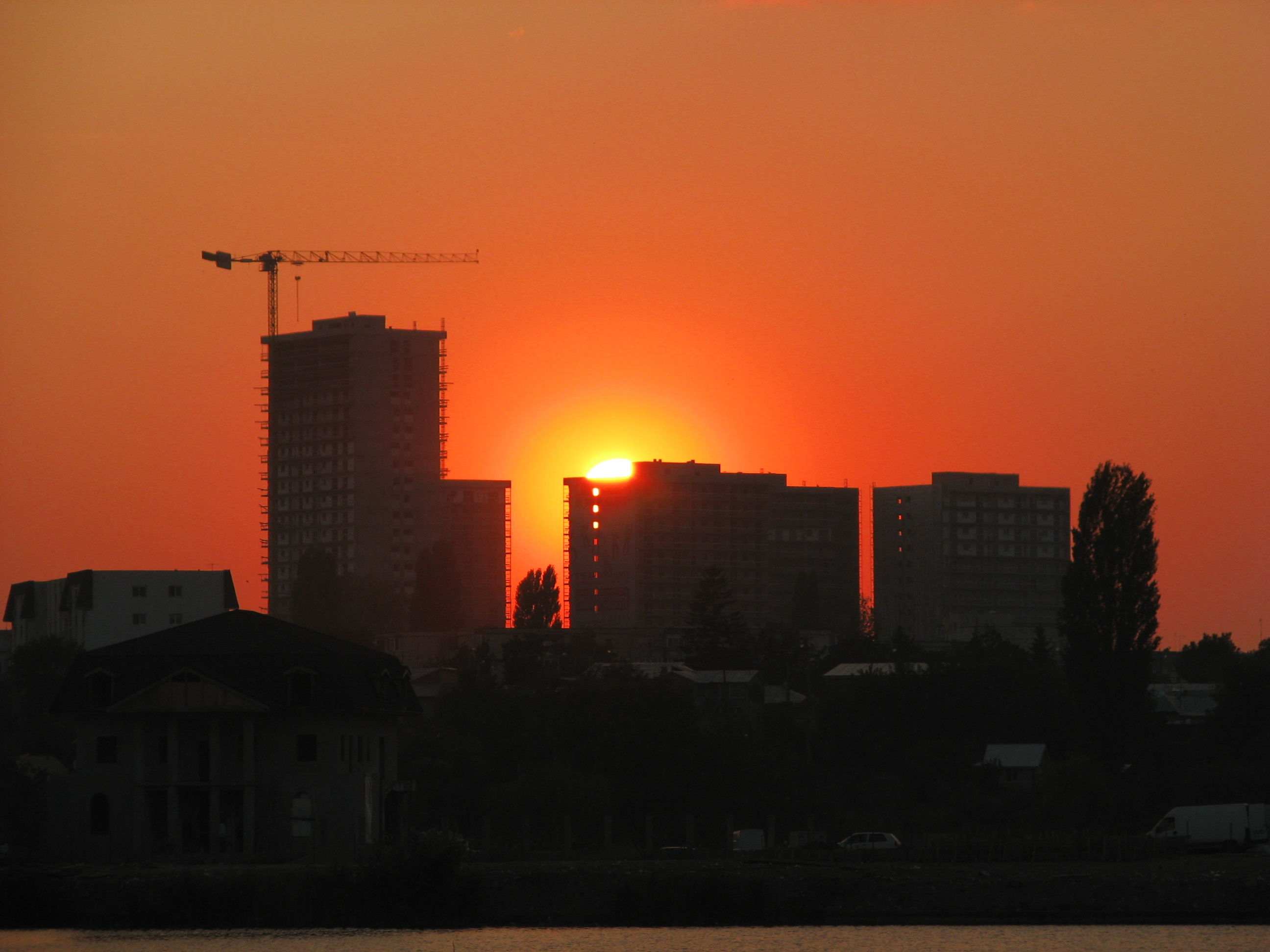
Blocuri de locuință în Voluntari

Următoarele grupuri etnice sunt prezente în județul Ilfov:
• Români: 79,53% (431.627 loc.)
• Romi: 1,69% (9.186 loc.)
• Altă etnie: 0,4% (2.169 loc.)

## Diviziuni administrative
Județul este format din 40 unități administrativ-teritoriale: 0 municipii, 8 orașe și 32 de comune.
Lista de mai jos conține unitățile administrativ-teritoriale din județul Ilfov.
| Stemă              | Nume               | Tip de localitate  | Populație          | Imagine            |
| Municipii și orașe | Municipii și orașe | Municipii și orașe | Municipii și orașe | Municipii și orașe |
| ------------------ | ------------------ | ------------------ | ------------------ | ------------------ |
|                    | Bragadiru          | oraș               | 40.080             |                    |
|                    | Buftea             | oraș               | 20.586             |                    |
|                    | Chitila            | oraș               | 14.762             |                    |
|                    | Măgurele           | oraș               | 14.414             |                    |
|                    | Otopeni            | oraș               | 21.750             |                    |
|                    | Pantelimon         | oraș               | 32.873             |                    |
|                    | Popești-Leordeni   | oraș               | 53.434             |                    |
|                    | Voluntari          | oraș               | 47.366             |                    |
| Comune             |                    |                    |                    |                    |
|                    | 1 Decembrie        | comună             | 8.206              |                    |
|                    | Afumați            | comună             | 8.748              |                    |
|                    | Balotești          | comună             | 11.210             |                    |
|                    | Berceni            | comună             | 13.766             |                    |
|                    | Brănești           | comună             | 10.708             |                    |
|                    | Cernica            | comună             | 11.871             |                    |
|                    | Chiajna            | comună             | 43.588             |                    |
|                    | Ciolpani           | comună             | 4.830              |                    |
|                    | Ciorogârla         | comună             | 7.511              |                    |
|                    | Clinceni           | comună             | 9.480              |                    |
|                    | Copăceni           | comună             | 3.129              |                    |
|                    | Corbeanca          | comună             | 11.412             |                    |
|                    | Cornetu            | comună             | 7.389              |                    |
|                    | Dascălu            | comună             | 3.497              |                    |
|                    | Dobroești          | comună             | 16.875             |                    |
|                    | Domnești           | comună             | 12.861             |                    |
|                    | Dragomirești-Vale  | comună             | 6.531              |                    |
|                    | Dărăști-Ilfov      | comună             | 2.865              |                    |
|                    | Glina              | comună             | 9.209              |                    |
|                    | Gruiu              | comună             | 7.586              |                    |
|                    | Grădiștea          | comună             | 3.231              |                    |
|                    | Găneasa            | comună             | 5.402              |                    |
|                    | Jilava             | comună             | 10.611             |                    |
|                    | Moara Vlăsiei      | comună             | 6.597              |                    |
|                    | Mogoșoaia          | comună             | 9.820              |                    |
|                    | Nuci               | comună             | 2.860              |                    |
|                    | Periș              | comună             | 7.357              |                    |
|                    | Petrăchioaia       | comună             | 3.695              |                    |
|                    | Snagov             | comună             | 8.331              |                    |
|                    | Tunari             | comună             | 9.617              |                    |
|                    | Vidra              | comună             | 8.058              |                    |
|                    | Ștefăneștii de Jos | comună             | 10.588             |                    |

## Politică și administrație
Județul Ilfov este administrat de un consiliu județean format din 32 consilieri. În urma alegerilor locale din 2024, consiliul este prezidat de Hubert Thuma de la PNL, iar componența politică a Consiliului este următoarea după repartizarea mandatelor (apar repartizările pe partide în tabel, nu repartizarea mandatelor din cadrul alianțelor electorale cum ar fi în cazul Alianței PSD-PNL sau ADU):
|  | Partid                          | Consilieri | Componența Consiliului | Componența Consiliului | Componența Consiliului | Componența Consiliului | Componența Consiliului | Componența Consiliului | Componența Consiliului | Componența Consiliului | Componența Consiliului | Componența Consiliului | Componența Consiliului | Componența Consiliului | Componența Consiliului | Componența Consiliului |
|  | ------------------------------- | ---------- | ---------------------- | ---------------------- | ---------------------- | ---------------------- | ---------------------- | ---------------------- | ---------------------- | ---------------------- | ---------------------- | ---------------------- | ---------------------- | ---------------------- | ---------------------- | ---------------------- |
|  | Partidul Național Liberal       | 14         |                        |                        |                        |                        |                        |                        |                        |                        |                        |                        |                        |                        |                        |                        |
|  | Partidul Social Democrat        | 8          |                        |                        |                        |                        |                        |                        |                        |                        |                        |                        |                        |                        |                        |                        |
|  | Alianța pentru Unirea Românilor | 5          |                        |                        |                        |                        |                        |                        |                        |                        |                        |                        |                        |                        |                        |                        |
|  | Uniunea Salvați România         | 4          |                        |                        |                        |                        |                        |                        |                        |                        |                        |                        |                        |                        |                        |                        |
|  | Forța Dreptei                   | 2          |                        |                        |                        |                        |                        |                        |                        |                        |                        |                        |                        |                        |                        |                        |
|  | Partidul Mișcarea Populară      | 1          |                        |                        |                        |                        |                        |                        |                        |                        |                        |                        |                        |                        |                        |                        |